# Loutraki
Loutraki (griechisch Λουτράκι (n. sg.)) ist eine griechische Stadt etwa 4 km nordöstlich von Korinth in der Präfektur Korinthia mit etwa 11.500 Einwohnern. Sie ist Verwaltungssitz der Gemeinde Loutraki-Perachora-Agii Theodori.
Der Name Loutraki leitet sich von dem griechischen Wort für Bad bzw. Heilbad (loutró) ab. Innerhalb Griechenlands ist Loutraki für seine ehemaligen Heilbäder sowie auch für sein Quellwasser berühmt, das in großem Umfang hier abgefüllt und landesweit verkauft wird.

## Lage
Die Berge beherrschen den Norden, Nordosten sowie den Südosten von Loutraki. Ein Kloster, Osios Patapios, befindet sich auf dem Gerania-Berg ungefähr zehn Kilometer entfernt von Loutraki. Von dort hat man eine großartige Aussicht auf den Isthmus und den Golf von Korinth.

## Geschichte
Etwa 3 km außerhalb des Stadtkerns finden sich Überreste einer römischen Villa (Römervilla von Katounistra), was auf eine Besiedelung zu jener Zeit schließen lässt. Das moderne Loutraki ist vermutlich zu identifizieren mit dem antiken Ort Therma oder Thermai (altgriechisch Θέρμα, Θέρμαι), der bei Xenophon erwähnt wird.
1847 verursachte eine Bekanntmachung in Italien über den therapeutischen Nutzen des Badens in den natürlichen Thermalquellen Loutrakis einen Zustrom von Siedlern in der Umgebung, wodurch das moderne Loutraki gestaltet wurde.
1928 wurde Loutraki durch ein Erdbeben vollständig zerstört und danach wiederaufgebaut. Ein großer Park wurde mit dem Schutt der zerstörten Häuser durch Landgewinnung aus dem Seebereich angelegt. 1981 ereignete sich ein weiteres starkes Erdbeben in dem Gebiet, jedoch mit weniger starken Zerstörungen.

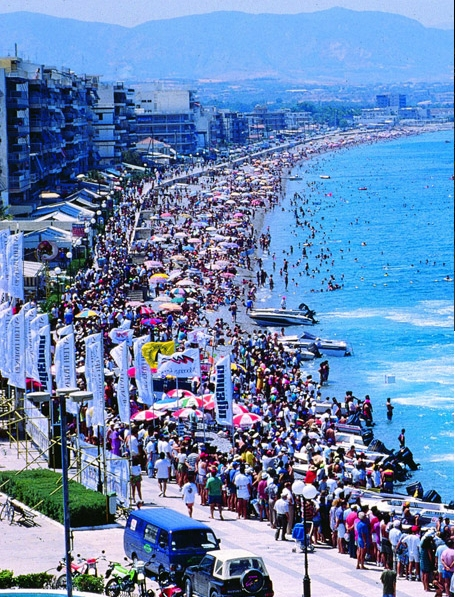
Strandleben
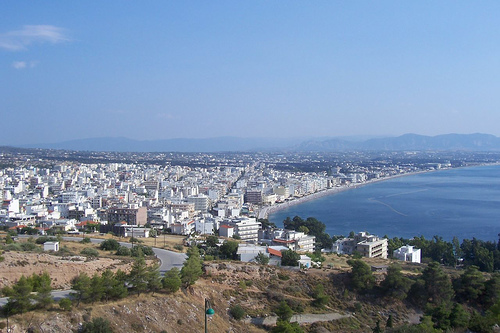
Panorama

## Sehenswertes
Von den zahlreichen Kirchen des Ortes sind hervorzuheben:
- Agios Ioannis o Baptistis (St. Johannes der Täufer)
- Panagia Giatrissa, mit einer angeblich wunderwirkenden Ikone
- Agios Fanourios
- Isapostolos Kosmas o Aetolos

Zudem kann man die Klöster Anastasis Christou (Auferstehung Christi) und Agia Marina mit einigen Kunstschätzen besichtigen.

## Infrastruktur
Loutraki ist eine hauptsächlich touristisch geprägte Kleinstadt. Das Kasino (Club Hotel Casino Loutraki) ist eines der größten in Europa und weithin bekannt. Die Stadt hat viele Schulen, Kirchen, Banken, Hotels und Bade-Einrichtungen. Die Verbindung nach Athen und Korinth besteht durch Bus und bestand durch eine Bahnlinie (ca. 80 km), welche 2011 im Zuge der Sparmaßnahmen eingestellt wurde.